# آندرس مارتینس (وزنه‌بردار)
آندرس مارتینس (اسپانیایی: Andrés Martínez‎؛ زادهٔ ۱۰ ژوئن ۱۹۴۴) وزنه‌بردار اهل کوبا بود. وی در بازی‌های المپیک تابستانی ۱۹۶۸ و ۱۹۷۲ شرکت کرده‌است.